# エッジウッド (ノーサンバーランド郡)
エッジウッド (Edgewood) は、アメリカ合衆国ペンシルベニア州ノーサンバーランド郡にある町である。2000年現在の人口は2,619人。

## 地理
エッジウッドは北緯40度47分20秒、西経76度34分37秒にある。アメリカ国勢調査局によると、エッジウッドの総面積は1.3km2で、すべて陸地であり、水に覆われている地域はない。

## 人口
2000年の国勢調査によると、エッジウッドの人口は2,619人であり、1,184世帯、732家族が居住している。人口密度は1平方キロメートルあたり2,063.7人である。1,318軒の家があり、1平方キロメートルあたり1,038.5軒の家が建っている。町の人種構成は、98.63%が白人、0.15%が黒人ないしアフリカ系アメリカ人、0.05%がアメリカ先住民、0.46%がアジア人、0.00%が太平洋諸島系、0.15%がその他の人種であり、0.57%は混血である。人口の0.38%はヒスパニックである。
全世帯の23.7%には18歳未満の子供が同居しており、48.4%は夫婦で一緒に生活している。9.6%は夫のいない女性が世帯主であり、38.1%は独身である。全世帯の35.4%は一人暮らしであり、22.1%が65歳以上である。平均世帯人数は2.21人、平均家族人数は2.83人である。
エッジウッドの人口は、20.0%が18歳未満、18歳以上24歳以下が6.2%、25歳以上44歳以下が25.7%、45歳以上64歳以下が25.5%、65歳以上が22.6%である。年齢の中央値は44歳である。女性100人に対して男性は86.9人であり、18歳以上の100人の女性に対して男性は82.2人である。
町の1世帯あたりの平均収入は27,303ドルであり、1家族あたりの平均収入は40,259ドルである。男性の平均収入が32,042ドルに対し、女性の平均収入は23,859ドルである。1人あたりの収入は17,445ドルである。人口の14.7%（全家族の12.2%）が極貧層である。18歳以下の住民の10.9%、65歳以上の住民の15.5%は貧しい生活を送っている。